# ヴァージニア・チェリル
ヴァージニア・チェリル（Virginia Cherrill, 1908年4月12日 - 1996年11月14日）はアメリカ合衆国の女優。チャールズ・チャップリンの1931年の映画『街の灯』における盲目のヒロインとして知られるが、それに関わること以外は断片的にしか知られていなかった。しかし、没後になってからその生涯が徐々に知られるようになった。

## 生涯

### 前半生
ヴァージニア・チェリルは1908年4月12日、イリノイ州ハンコック郡カーセッジの農場主ジェームズ・E・チェリルとブランシュ・チェリル（旧姓：ウィルコックス）の間に生まれる。ウィスコンシン州ケノーシャの学校を卒業後、シカゴに出た。ヴァージニアは当初、芸能界には興味を持っていなかったが、のちに『シェーン』の主演を務めたアラン・ラッドの二番目の妻となるスー・キャロルと親友になり、後年、その縁が元になってハリウッド映画に出ることとなる。1925年、ヴァージニアはシカゴで『クイーン・オブ・アーティスト・バル』に選ばれる。興行王フローレンツ・ジークフェルドがヴァージニアに接近して舞台に出演するようスカウトを行ったものの、ヴァージニアはこれを了承しなかった。やがて新聞王ウィリアム・ランドルフ・ハーストからの誘いを受けてカリフォルニアに移り、またシカゴ時代に知り合った弁護士のアーヴィング・アドラーとの結婚生活を始めるが、この結婚生活はヴァージニアを失望させるものだった。この時点では、むしろ社交界に軸を置いていた。

### 映画界
ヴァージニアとチャップリンの出会いには二通りの説がある。1928年夏、アドラーとの結婚が破たんしたヴァージニアはハリウッドに遊びに来ており、ハリウッド・アメリカン・リージョン・スタジアムで行われたボクシングの試合を見に来ていたチャップリンに目をかけられ、チャップリンのスクリーンテストを受けることになった、というもの。もう一つはチャップリン自身の弁によるもので、サンタモニカのビーチで水着姿で撮影中のヴァージニアの姿が忘れられず、スクリーンテストへの誘いの電話をかけた、というものである。チャップリンはヴァージニアにエドナ・パーヴァイアンスのような雰囲気を感じており、また、ヴァージニア以外の女優にも『街の灯』として結実する新作に登場させる盲目のヒロインの役に必要な「盲目の人間の演技」のテストを行わせたが、ヴァージニアのみが「自然に盲目らしく見せる」ことに成功したこともあって、ヴァージニアが新作のヒロインに選ばれた。ヴァージニアの両親、ジェームズとブランシュはヴァージニアの映画界入りには賛成していなかった。
しかし、ここで一つ問題が起こる。ヴァージニアが特にチャップリンを気に入っておらず、チャップリンもまたヴァージニアには好意を持てなかったことで、チャップリン視点でいえば、個人的に好意を寄せていない女優と共演するのは初めてだった。『街の灯』の撮影のうち、ヴァージニア演じる盲目の花売り娘が放浪者と出会うシーンが最初に撮影されたのは1929年1月29日から2月14日の間で、チャップリンがインフルエンザと食中毒で床に臥せっていた期間を挟んで4月1日から10日までの間に一度は撮影されたが、チャップリンは撮り直しを重ねても出来栄えに満足せず、当該シーンの撮影はいったん放置された。半年後の1929年11月ごろから再び当該シーンの撮影が再開されるが、その半年間、ヴァージニアは夜毎にパーティーに出かけたりして退屈をしのぐ日々だった。相変わらずチャップリンはヴァージニアに興味が持てず、気分は散漫になりがちであった。そして、一つの事件が起こる。重要なシーンの撮影を間近に控えたとき、ヴァージニアは「美容室の予約がある」という理由で早退を求め、これを聞いたチャップリンは不満が爆発してヴァージニアとの契約を停止してしまった。代わりに『黄金狂時代』でヒロインを務めたジョージア・ヘイルが盲目の花売り娘役を演じることとなり、テストフィルムまで撮られ好評を得たものの、側近の忠告に気持ちがぐらついて気が変わり、別の女優をテストしてみたものの気に入らなかったこともあって、チャップリンは10日後にヴァージニアを復帰させることを決断した。ところが、ヴァージニアは週給を停止前の75ドルから倍の150ドルにしてくれたら戻る、最初に契約した時は未成年だったから契約は無効だ、とチャップリンに訴え出る。週給の件は、ハーストの愛人マリオン・デイヴィスの入れ知恵であった。完全に鼻をへし折られた形のチャップリンではあったが、好意という形ではないにせよヴァージニアと仕事をすることにようやく気が向いたのか再契約に応じ、出会いのシーン、花売り娘の家でのシーンおよびラストシーンの撮影が順調に進むこととなった。『街の灯』全体の製作も憑き物が落ちたかのように順調となり、チャップリン自身もこれまでの不安を一気に吹き飛ばしたかのようであった。かくして『街の灯』の撮影は1930年10月30日に終わった。ドキュメンタリー『知られざるチャップリン』で解雇と再雇用の顛末がヴァージニアやジョージア・ヘイルへのインタビューを交えて紹介されている（#外部リンク参照）。
『街の灯』の撮影終了後、ヴァージニアはフォックス・フィルムと契約し、初期のトーキー映画『興奮を求める女子』（1931年）では若き日のジョン・ウェインと共演。ジョン・フォード監督の『ザ・ブラット』（1931年）にも出演し、ジョージ・ガーシュウィンが音楽を担当したミュージカル映画『デリシャス』（1931年）でジャネット・ゲイナーと共演したが、ジェームズ・メイソンの初期出演作2作のうちの一つである『荒れた海』（1936年）への出演が、女優としてのキャリアの最後となった。ヴァージニアは「偉大な女優になる気はなかった」と回想している。

### その後
ヴァージニアは1934年から1935年にかけて俳優のケーリー・グラントと結婚したが、家庭内暴力に悩まされたと主張し、二度目の結婚生活も7か月で終わった。1937年には第9代ジャージー伯爵ジョージ・チャイルド＝ヴィリアーズと三度目の結婚をし、ヴァージニアは「ヴァージニア・チャイルド＝ヴィリアーズ」として伯爵夫人となったが、この生活も1946年にピリオドを打った。三度目の結婚生活の最中に第二次世界大戦が起こり、ヴァージニアは国際赤十字の活動に身を投じる。『街の灯』撮影終了後はチャップリンとの間柄もほぼ没交渉となったが、チャップリンの異父弟ウィーラー・ドライデンの日記によれば、1940年9月25日に『独裁者』の最終編集を行っているチャップリンを訪問し、編集されたいくつかのシーンを見たことが記されている。また、1983年にはイギリスのテムズ・テレビジョンがいわゆる「チャップリンのNGフィルム」を取り上げたドキュメンタリー番組 "Unknown Chaplin" にインタビュー出演した。チャイルド＝ヴィリアーズとの離婚後、ヴァージニアは大戦中の赤十字活動で世話をしたポーランド空軍将校フローラン・カジミエジュ・マルティニ（1915年 - ）と結婚。四度目の夫となったマルティニは1948年からサンタバーバラのロッキード社に勤務し、この結婚生活は1996年11月14日にヴァージニアが88歳で亡くなるまで続いた。ヴァージニアは、いずれの結婚生活でも子どもは授からなかった。
ヴァージニアは、ヴァイン・ストリート1545番地にハリウッド・ウォーク・オブ・フェームの星を刻んでいる。

## 主な出演作品

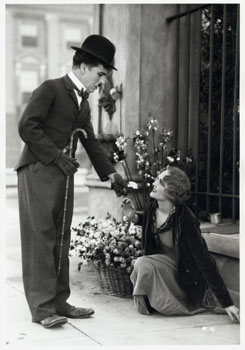
『街の灯』（1931年）

インターネット・ムービー・データベースのデータによる。
| 公開年 | 題名                                         | 役名                         | 備考                                             |
| ------ | -------------------------------------------- | ---------------------------- | ------------------------------------------------ |
| 1928   | The Air Circus                               | （エクストラ）               | （ノン・クレジット）                             |
| 1931   | 『街の灯』 City Lights                       | 盲目の花売り娘               |                                                  |
| 1931   | 『興奮を求める女子』 Girls Demand Excitement | ジョーン・マディソン         |                                                  |
| 1931   | 『ザ・ブラット』 The Brat                    | アンジェラ                   |                                                  |
| 1931   | 『デリシャス』 Delicious                     | ディアナ・バンバーグ         |                                                  |
| 1933   | Fast Workers                                 | ヴァージニア                 |                                                  |
| 1933   | The Nuisance                                 | ラザフォード夫人             |                                                  |
| 1933   | Charlie Chan's Greatest Case                 | バーバラ・ウィンタースリップ |                                                  |
| 1933   | Ladies Must Love                             | ビルのフィアンセ             |                                                  |
| 1933   | He Couldn't Take It                          | エレノア・ロジャース         |                                                  |
| 1934   | White Heat                                   | ルーシー・チェイニー         |                                                  |
| 1934   | Money Mad                                    | リンダ                       |                                                  |
| 1935   | Late Extra                                   | ジャネット・グラハム         |                                                  |
| 1935   | What Price Crime                             | サンドラ・ウォーリントン     |                                                  |
| 1936   | 『荒れた海』 Troubled Waters                 | ジューン・エルクハート       |                                                  |
| 1983   | Unknown Chaplin                              | 本人（インタビュー）         | イギリス・テムズテレビジョン（ドキュメンタリー） |